# Lily (zespół muzyczny)
Lily (dawniej Callalily) – filipiński zespół muzyczny grający rock alternatywny. Został założony w 2006 roku.
W skład zespołu (wówczas jako Callalily) wchodzili: Kean Cipriano – wokal, gitara rytmiczna; Nathan Reyes – klawisze, gitara; Aaron Paul Ricafrente – bas; Lemuel „Lem” Belaro – perkusja (a wcześniej – John „Tatsi” Jamnague, Alden Acosta, Ken Tiongson). W 2022 r., kiedy to zespół opuścił dotychczasowy wokalista, ogłoszono zmianę nazwy na Lily. Na miejsce wokalisty wstąpił Joshua Camacho Bulot.
Sukces odnieśli za sprawą debiutanckiego albumu Destination XYZ (2006), na którym pojawiły się m.in. utwory „Stars”, „Take My Hand” i „Sanctuary”. Album ten uzyskał status platyny. Wypromowali takie przeboje jak „Magbalik”, „Stars” i „Susundan”.
Według danych z 2021 r. na platformie Spotify zespołu słucha 719 tys. osób miesięcznie, natomiast ich teledyski zebrały ponad 20 mln odsłon.

## Dyskografia
Źródło:
Albumy
- 2006: Destination XYZ
- 2008: Fisheye
- 2009: Callalily
- 2012: Flower Power
- 2015: Greetings from Callalily